# Hans Maag
Hans Maag (* 21. Dezember 1916 in Zürich; † 23. Dezember 1981 ebenda) war ein Schweizer Radrennfahrer.

## Sportliche Laufbahn
Von 1939 bis 1948 war Maag erst als Unabhängiger, dann als Berufsfahrer aktiv. Ein erster bedeutender Erfolg war der Sieg in der Tour du Lac Léman 1941. In jener Saison wurde auch er Zweiter in der Meisterschaft von Zürich und in der Nordwestschweizer Rundfahrt sowie Dritter der nationalen Meisterschaft im Querfeldeinrennen (heutige Bezeichnung Cyclocross). In der Tour de Suisse wurde er Vierter. 1942 gewann er eine Etappe der Tour de Suisse. 1944 wurde er beim Sieg von Ernst Näf Dritter der nationalen Meisterschaft im Strassenrennen und in der Vier-Kantone-Rundfahrt. Die Nordwestschweizer Rundfahrt gewann er 1945 vor Ferdy Kübler, die Tour du Lac Léman gewann er erneut. Auch im Grand Prix Basel blieb er siegreich.
Nach seiner aktiven Karriere war er einige Zeit Rennleiter der Radrennbahn Zürich Oerlikon.